# Conus keatii
Espèce
Conus keatii est une espèce de mollusques gastéropodes marins de la famille des Conidae.
Comme toutes les espèces du genre Conus, ces escargots sont prédateurs et venimeux. Ils sont capables de « piquer » les humains et doivent donc être manipulés avec précaution, voire pas du tout.

## Taxonomie

### Publication originale
L'espèce Conus keatii a été décrite pour la première fois en 1858 par le naturaliste, illustrateur et conchyliologiste britannique George Brettingham Sowerby II (1812-1884),.

### Synonymes
- Conus (Phasmoconus) cavailloni Fenaux, 1942 · non accepté
- Conus (Phasmoconus) keatii G. B. Sowerby II, 1858 · appellation alternative
- Conus cavailloni Fenaux, 1942 · non accepté
- Phasmoconus (Graphiconus) keatii (G. B. Sowerby II, 1858) · non accepté
- Phasmoconus (Phasmoconus) keatii (G. B. Sowerby II, 1858) · non accepté